# تحدي المانيكان

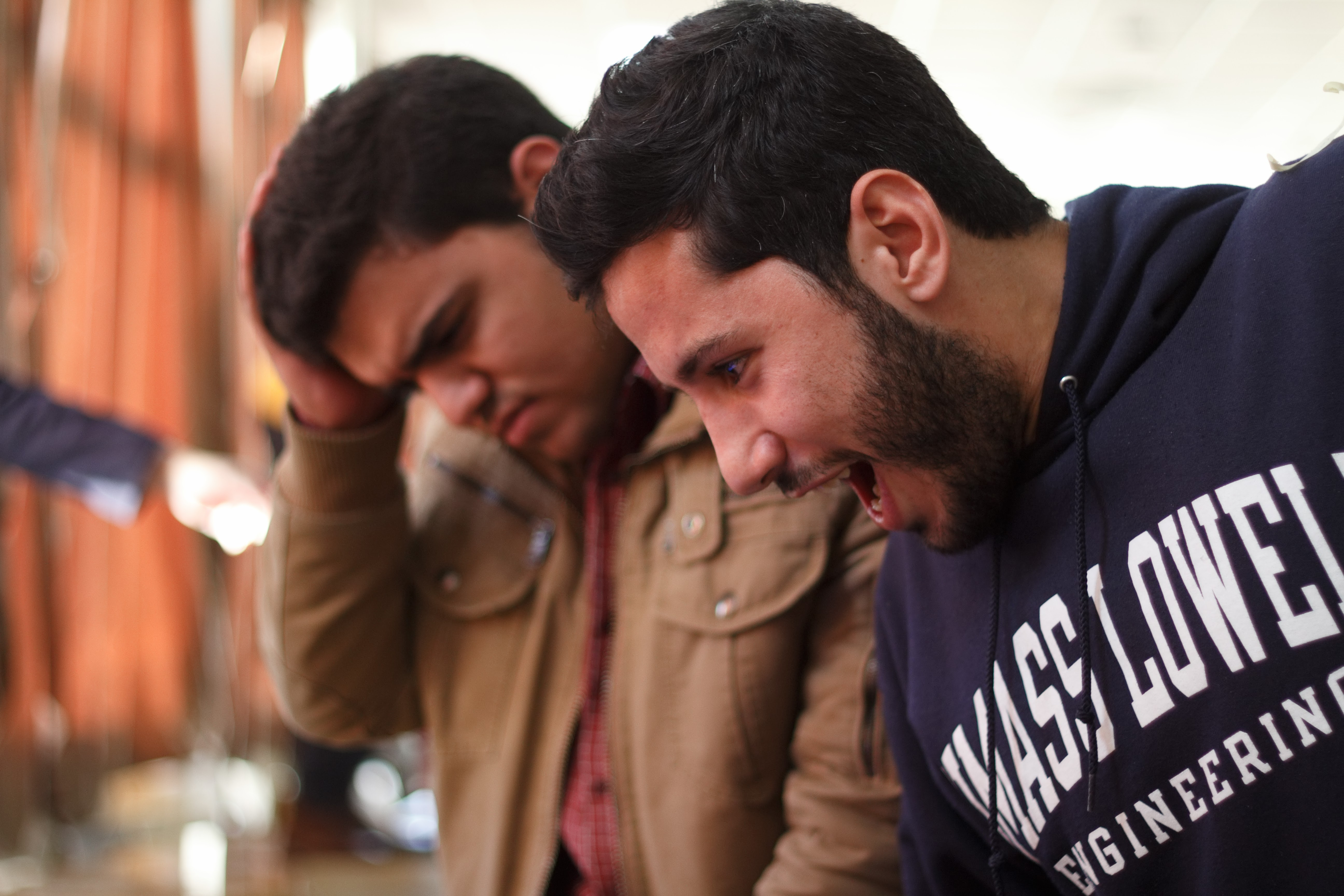
تحدي للمانيكان في الجامعة الأردنية

تحدي المانيكان (بالإنجليزية: Mannequin Challenge)‏ هو تحدي انتشر على مواقع التواصل الإجتماعي كفيديو فيروسي، يكون بتصوير أشخاص يتجمدون خلال التصوير للإيحاء وكأن الشخص تمثال أو مانيكان. غالباً ما يكون التحدي مع موسيقى «بلاك باتليز». ويتم نشر التحدي على هاشتاق #MannequinChallenge عبر مواقع التواصل الاجتماعي، مثل تويتر وإنستغرام.
يُعتقد أن ظاهرة تحدي المانيكان قد بدأت من خلال طلاب في مدينة جاكسونفيل بتاريخ 12 أكتوبر 2016. بعدها انتشرت بشكل خاص بين الفرق الرياضية والمجموعات البشرية المشهورة.